# Ken Pogue
Kenneth „Ken“ Pogue (* 26. Juli 1934; † 15. Dezember 2015) war ein kanadischer Schauspieler, der in seiner 33-jährigen Karriere an 21 Filmen und Serien teilnahm.

## Leben
Seine erste Teilnahme an einem Film war 1969. Der Film war Die drei Musketiere. In dem Film Die Odyssee der Neptun (1973) ertrank er fast in einer Tauchausrüstung.
Von 1960 bis 1980 arbeitete er auch am Crest Theatre, am Shakespeare Festival in Stratford, am St. Lawrence Centre for the Arts und am Guthrie Theatre, bevor er zu Fernsehen und Film wechselte. Zu seinen weiteren Rollen im Kino gehören Silent Partner (1978), Lost and Found (1979), Virus (1980), Suzanne (1980), Der Fuchs (1982), Dead Zone (1983, als Vizepräsident), Kane & Abel (1985), Gesetz der Rache (1986), Dead of Winter (1987), Verrückter Mond (1987) und Chuck Norris – Hitman (1991) mit Chuck Norris. Er nahm auch an dem Film Reiter auf verbrannter Erde teil und war Pater Dominic in dem Film The Mermaid Chair.
Eine seiner denkwürdigen Rollen ist Gerrard in CTV Pilot von Sur Foresee im Jahr 1994. Er feierte seine Premiere bei CBS in den Vereinigten Staaten und nahm auch am Film No Mercy teil. Pogue spielte seinen Charakter erneut in Station 2 "Vogel in der Hand", wo der Polizist Benton Fraser (Paul Brutus) gezwungen ist, zwischen Pflicht oder Rache zu wählen.
Er war mit der Schauspielerin Diana Barrington bis zu seinem Tod verheiratet. Pogue starb 2015 neun Tage vor Weihnachten an Krebs.

## Filmografie

### Filme
- 1969: Die drei Musketiere (The Three Musketeers)
- 1973: Die Odyssee der Neptun (The Neptune Factor – An Undersea Odyssey)
- 1978: Dein Partner ist der Tod (The Silent Partner)
- 1980: Overkill – Durch die Hölle zur Ewigkeit (Fukkatsu no hi)
- 1982: Der Fuchs (The Grey Fox)
- 1983: Dead Zone
- 1983: Der große Raub
- 1985: Kane & Abel
- 1986: Gesetz der Rache
- 1987: Dead of Winter
- 1987: Verrückter Mond (Crazy Moon)
- 1989: Welcome Home – Ein Toter kehrt zurück (Welcome Home)
- 1990: Die Zeit der bunten Vögel (Where the Heart Is)
- 1991: Gemeinsame Anleihen
- 1991: Chuck Norris – Hitman (The Hitman)
- 1995: Tatort Schlafzimmer (Dangerous Intentions)
- 1996: Bad Moon
- 1999: Reiter auf verbrannter Erde (The Jack Bull)
- 1999: The Order – Kameradschaft des Terrors (Brotherhood of Murder)
- 2000: The 6th Day
- 2000: Der Flug der Rentiere (The Christmas Secret)
- 2005: Ein Wunder für die Hallen (Deck the Halls)
- 2006: Das Geheimnis der Meerjungfrau (The Mermaid Chair)
- 2009: Ein Hund namens Weihnachten (A Dog Named Christmas)

### Serien
- 1983: Dead Zone: 1 Episode
- 1985, 1986: Nachtstreife (Night Heat): 2 Episoden
- 1986–1987: Adderly; 21 Episoden
- 1988–1993: Katts und Dog (Katts and Dog): 8 Episoden
- 1996–1998: Outer Limits – Die unbekannte Dimension (The Outer Limits): 3 Episoden
- 1997–1999: Viper (1997–1999): 3 Episoden
- 1997–1999: Millenium: 3 Episoden
- 2000–2001: Mysterious Ways: 3 Episoden
- 2013: Red Window: 3 Folgen